# Die drei Königskinder (2019)
Die drei Königskinder ist ein deutscher Märchenfilm von Frank Stoye aus dem Jahr 2019 nach Motiven eines Märchens von Johann Wilhelm Wolf und Wilhelm Busch. Der Film wurde für die ARD-Reihe Sechs auf einen Streich von der kurhaus production Film & Medien GmbH im Auftrag der ARD unter Federführung des SWR für Das Erste produziert. Die Fernseh-Erstausstrahlung erfolgte am 25. Dezember 2019 im Programm Das Erste.

## Handlung
Das Märchen spielt über einen Zeitraum von fast 20 Jahren und hat viele unterschiedliche Handlungsstränge und Figuren, wobei deren unterschiedliche gesellschaftlichen Stellungen und Hintergrundgeschichten einen wichtigen Aspekt einnehmen.
Die Geschichte handelt von den Königskindern Lotte, Fritz und Theo, die bei einem freundlichen Gärtnerehepaar, Emmi und Hans, aufwachsen. Die Geschwister wissen nicht von ihrer königlichen Herkunft, denn bereits als Säuglinge wurden sie dem jungen Königspaar Marie und Alexander im Abstand von zwei Jahren entrissen und in einem Weidenkorb der Strömung des Baches überlassen, der sie zu den Gärtnern trug.
12 Jahre nach ihrem „Zuzug“ begegnet Lotte im Wald zufällig dem jungen König Alexander, den sie verblüffend an seine Frau Marie erinnert. Er weiß nicht, dass seine böse Mutter Eliza aus Wut über die niedere Herkunft des Bauernmädchens Marie die Kinder aus dem Kindbett gestohlen und durch Hunde ersetzt hatte (die er nun für seine Kinder hält). Hofdiener Corbinian sollte die Säuglinge ertränken, brachte dies jedoch nicht übers Herz und ließ sie stattdessen im Korb den Bach hinabtreiben. Als Eliza von Alexanders Begegnung hört, erkennt sie, dass die drei Kinder noch am Leben sind, und beschließt, sie nun selbst in den Tod zu schicken. Als Kräuterweib verkleidet kommt sie mit Lotte ins Gespräch und teilt ihr mit, auf dem Zauberberg könne sie vom Vogel der Wahrheit erfahren, wer ihre wahren Eltern seien, doch sie müsse ihm dort zunächst zwei Geschenke besorgen.
Zuerst versuchen die beiden älteren Brüder, die Geschenke zu erringen, doch sie scheitern und werden in Steine verwandelt. Lotte gelingt es durch Aufrichtigkeit, Ehrlichkeit und ihrer besonderen Verbundenheit zu Tieren, die Prüfungen zu bestehen und danach auch ihre verwunschenen Brüder zu erlösen. Dann offenbaren sich alle drei dem jungen König als seine Kinder. Eliza gesteht ihr Vorgehen und wird in den Kerker geworfen. Die totgeglaubte Marie wurde ebenfalls von ihr auf den Zauberberg geschickt und dort in Stein verwandelt; auch sie wird erlöst.
Am Schluss feiern die drei Kinder mit dem Königspaar und ihren Pflegeeltern, die in die königliche Familie aufgenommen wurden, ein fröhliches Fest.

## Produktion
Der Handlung zugrunde liegen Motive aus den Märchen Die drei Königskinder von Johann Wilhelm Wolf und Drei Königskinder von Wilhelm Busch. Ähnlich ist auch Grimms Märchen De drei Vügelkens. Das Drehbuch zum Märchen Die drei Königskinder stammt von Silja Clemens und Barbara Miersch. Regie führte Frank Stoye. Das Budget betrug etwas über eine Million Euro.
Die Dreharbeiten fanden im Mai 2019 in Baden-Württemberg statt. Hauptdrehorte waren das Schloss Sigmaringen und das Bauernhaus-Museum Wolfegg.
Das Hohenzollernschloss im Landkreis Sigmaringen spielt im Film den königlichen Familiensitz. Dafür wurden die meisten Szenen im Inneren des Schlosses gedreht.
Die Szenen in und um das Gärtnerhaus wurden im Bauernhaus-Museum in Wolfegg im Landkreis Ravensburg aufgenommen. Drehort war die Hofstelle um das historische „Haus Füssinger“, ein Rheintalhaus in Blockbauweise, das auch zu Innenaufnahmen diente, sowie dem „Schopf Flunau“. Da das Drehbuch für den Märchenfilm einen sommerlichen Bauerngarten vorsieht, wurde dieser extra im Bauernhausmuseum angelegt und mit Plastik-Sonnenblumen ausstaffiert.
Ein weiterer Drehort war eine Lichtung in Schmeien (Landkreis Sigmaringen) und die Vogelherdhöhle im Archäopark bei Stetten ob Lontal im Landkreis Heidenheim. Die 2017 in das UNESCO-Welterbe aufgenommene Vogelherdhöhle ist eine der sechs Höhlen der Weltkulturerbestätte Höhlen und Eiszeitkunst der Schwäbischen Alb. Im Film bildet sie das geheimnisvolle Zugangstor zum Zauberberg. Die Felsformation ist ein Teil der Schwäbischen Alb. Im Hintergrund sind die typischen Wacholderheiden zu sehen.
Herausfordernd waren neben dem Dreh mit den Jungschauspielern in den Hauptrollen vor allem die 13 verschiedenen Tiere der Filmtierranch unter Cheftiertrainerin Renate Hiltl am Set sowie die Dreharbeiten im Schnee, obwohl das Märchen eigentlich im Sommer spielt. Der im Film als „Falke“ angesprochene Vogel an der „Quelle des Lebens“ wird von einem Wüstenbussard verkörpert.
Die Musik wurde mit Solisten des Bulgarian Symphony Orchestras in einer Streichquintettbesetzung aufgezeichnet.

## Kritiken
„Verfilmungen beliebter Märchen funktionieren an Weihnachten traditionell gut, das war am diesjährigen Fest nicht anders. Profitieren konnte davon besonders Das Erste, das tagsüber gleich mehrere Märchen zeigte. Als besonders beliebt entpuppten sich dabei «Die drei Königskinder», die ab kurz vor 14 Uhr 2,42 Millionen Zuschauer zum Einschalten bewegen konnten. Damit kletterte die Quote für den in diesem Jahr produzierten Märchenfilm auf richtig starke 17 Prozent. Bei den 14- bis 49-Jährigen lief es mit 11,8 Prozent ebenfalls herausragend.“

"Was diesen Film aber herausragend unter den „6 auf einen Streich“ und den „Märchenperlen“ der letzten Jahre macht, ist die Schauspielerin Adele Neuhauser, bekannt als Wiener Tatortkommissarin, die hier die Königinmutter gibt. Vielleicht war es ein einziger Satz der Vorlage, der die Inspiration zur Anlage dieser Figur gab: „Da triumphierte die böse Alte und sprang vor Freude, dass ihre alten Knochen schlotterten“, heißt es in Wolfs Märchenbuch, und genauso, expressiv, grundlos böse und mit großer Freude daran läuft die Königin durch diesen Film."
FAZ

## Preise
- NYCA 2020 – "Best Original Score" Mathias Rehfeldt (Beste Filmmusik)[11]
- LACA 2020 – "Best Original Music Score" Mathias Rehfeldt  (Beste Filmmusik)[12]
- Canadian Cinematography Award  2020 "Best Original Score" Mathias Rehfeldt (Beste Filmmusik)[13]
- "Best Soundtrack" für "Die drei Königskinder" – Mathias Rehfeldt, Colorado international Scifi & Fantasy Film Festival[14]
- "Best Actress" – Adele Neuhauser für "Die drei Königskinder" – Colorado international Scifi & Fantasy Film Festival[14]
- "Special Jury Award" 2020 – San Diego International Kids Film Festival[15]